# Repuschynzi (Tscherniwzi)
Repuschynzi (ukrainisch Репужинці, russisch Репужинцы Repuschinzy, rumänisch Răpujineţ, deutsch (bis 1918) Repużynetz) ist ein Dorf im Norden der ukrainischen Oblast Tscherniwzi mit etwa 1900 Einwohnern (2001).

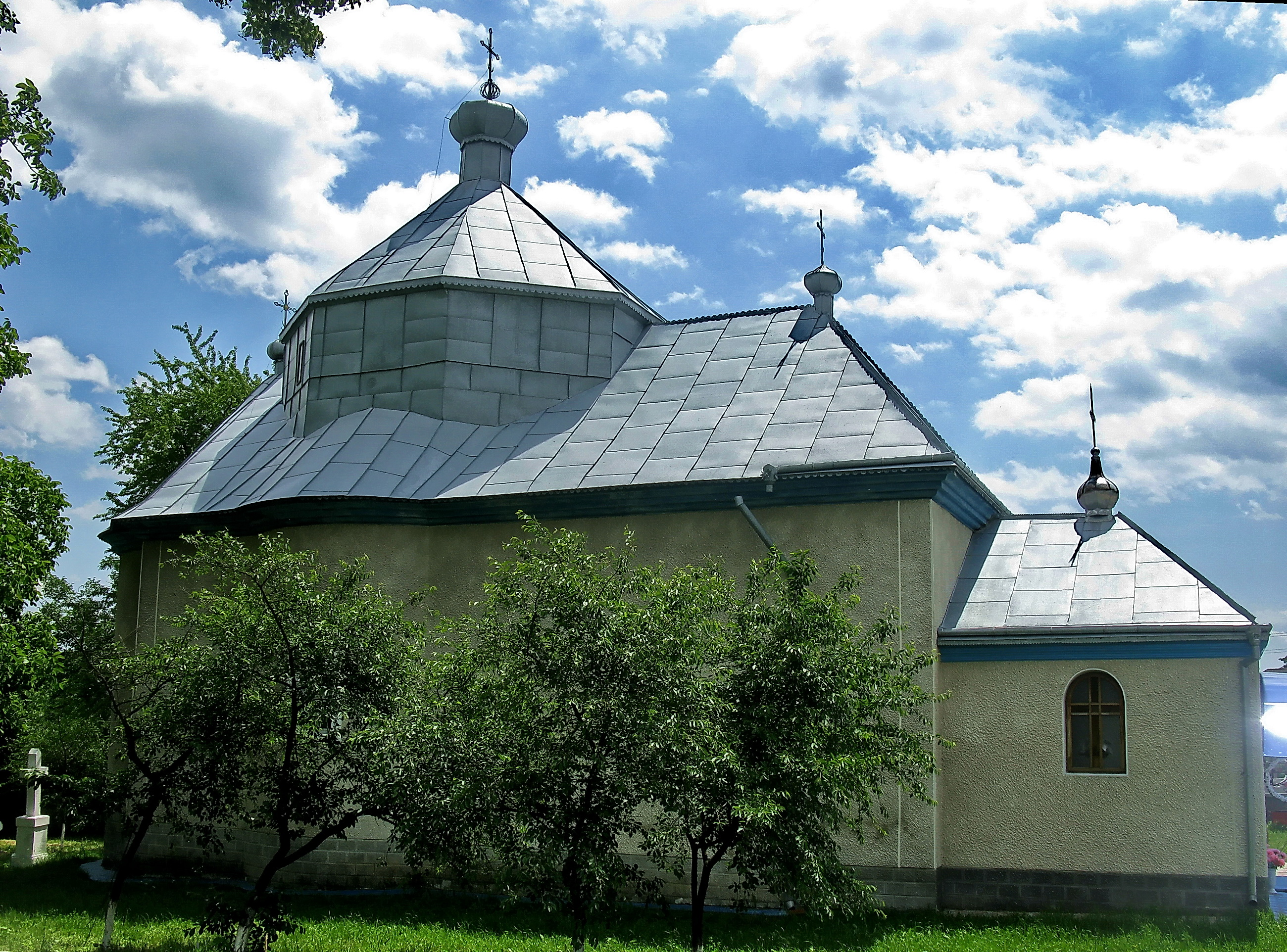
Kapelle im Dorf

Das am Ufer des Dnister in der Bukowina gelegene Dorf liegt in 257 m Höhe im Norden des Rajon Sastawna 10 km nördlich vom ehemaligen Rajonzentrum Sastawna und etwa 40 km nördlich vom Oblastzentrum Czernowitz.
Am 31. Mai 2019 wurde das Dorf ein Teil neu gegründeten Landgemeinde Kadubiwzi im Rajon Sastawna, bis dahin bildete es die Landratsgemeinde Repuschynzi (Репужинецька сільська рада/Repuschynezka silska rada) im Norden des Rajons.
Seit dem 17. Juli 2020 ist der Ort ein Teil des Rajons Tscherniwzi.